# Diphysa sennoides
Diphysa sennoides là một loài thực vật có hoa trong họ Đậu. Loài này được Benth. & Oerst. miêu tả khoa học đầu tiên.